# پیسکوبامبا
پیسکوبامبا (به اسپانیایی: Piscobamba) یک شهرک در پرو است که در استان ماریسکال لوزوریاگا واقع شده‌است. پیسکوبامبا ۲٬۲۵۲ نفر جمعیت دارد و ۳٬۲۸۱ متر بالاتر از سطح دریا واقع شده‌است.